# مغالطه اشتراک لفظ
مغالطه اشتراک لفظ زمانی رخ می‌دهد که یک کلمه یا عبارت در یک جمله یا استدلال، چندین معنا داشته باشد و بدون توجه به این چندمعنایی، از آن برای استنتاج یک نتیجه استفاده شود. 
این مغالطه میتواند در اشکال مختلف خود را نمایان کند، همانند اشتراک اسم و صفت، اشتراک فعلی و اشتراک حرف.

## اشتراک اسم و صفت
مثال ها: 
- او و همسرش پنج سال اختلاف داشتند. (اختلاف: تفاوت؛ مشاجره)

- حمید دوست بیست ساله من است. (بیست ساله: برای مدت بیست سال؛ دارای سن بیست سال)[۱]

## اشتراک فعلی
مثال ها:
- او چند غزل سعدی را خوب و بی اشکال خواند. (خواندن: قرائت کردن؛ اعلام کردن)

- آن‌ها از ما چند عکس گرفتند. (عکس گرفتن: دریافت کردن عکس؛ عکس انداختن)

- اگر دادگاه هم بگذارد، من پا روی حق نخواهم گذاشت. (گذاشتن: اجازه دادن؛ قرار دادن)[۱]

## اشتراک حرف
مثال ها:
- دهمین و آخرین فصل کتاب درباره عبادت است. (و: عطف (با)؛ بیان (یعنی))

- با وجود امثال شما وضع دانشگاه اصلاح نمی‌شود. (با: علی رغم؛ در صورت)

- او عمری با ریا و خودخواهی مبارزه کرد. (با: پیشوند؛ حرف اضافه برای تعدیه)[۱]